# Siegmar Ehrhardt
Siegmar Ehrhardt (* 23. Januar 1953) ist ein ehemaliger deutscher Fußballspieler. 1977 spielte er für die BSG Wismut Gera in der DDR-Oberliga, der höchsten Spielklasse im DDR-Fußball.

## Sportliche Laufbahn
Nachdem Siegmar Ehrhardt zuletzt beim Kreisligisten Stahl Merseburg Fußball gespielt hatte, kam er im Mai 1975 zur zweitklassigen Betriebssportgemeinschaft (BSG) Wismut Gera. Diese war gerade Staffelsieger geworden und nahm an der Aufstiegsrunde zur DDR-Oberliga teil. Ehrhardt nahm an allen acht Spielen teil, Gera verpasste aber als Dritter den Aufstieg. In der folgenden DDR-Liga-Saison 1975/76 bestritt er von den 22 Punktspielen elf Partien und war mit zwei Toren erfolgreich. 1976/77 spielte sich Ehrhardt mit 18 Punktspieleinsätzen und erneut zwei Toren in die Stammelf der Geraer. Am Saisonende war Gera wieder Staffelerster geworden und  nahm erneut an der Aufstiegsrunde zur DDR-Oberliga teil. Nach acht Spielen hatte Gera als Zweiter der Aufstiegsrunde den Aufstieg geschafft, Ehrhardt war an drei Spielen beteiligt gewesen. In der Oberliga trat Wismut Gera mit mehreren neuen Spielern an, und Ehrhardt verlor seinen Platz in der Stamm-Mannschaft. Er wurde lediglich am 3. und 5. Oberligaspieltag für sechs bzw. für 45 Minuten eingewechselt. Darauf zog sich Ehrhardt am Ende der Saison im Alter von 25 Jahren vom Leistungssport zurück.